# Coprophanaeus
Coprophanaeus är ett släkte av skalbaggar. Coprophanaeus ingår i familjen bladhorningar.

## Bildgalleri

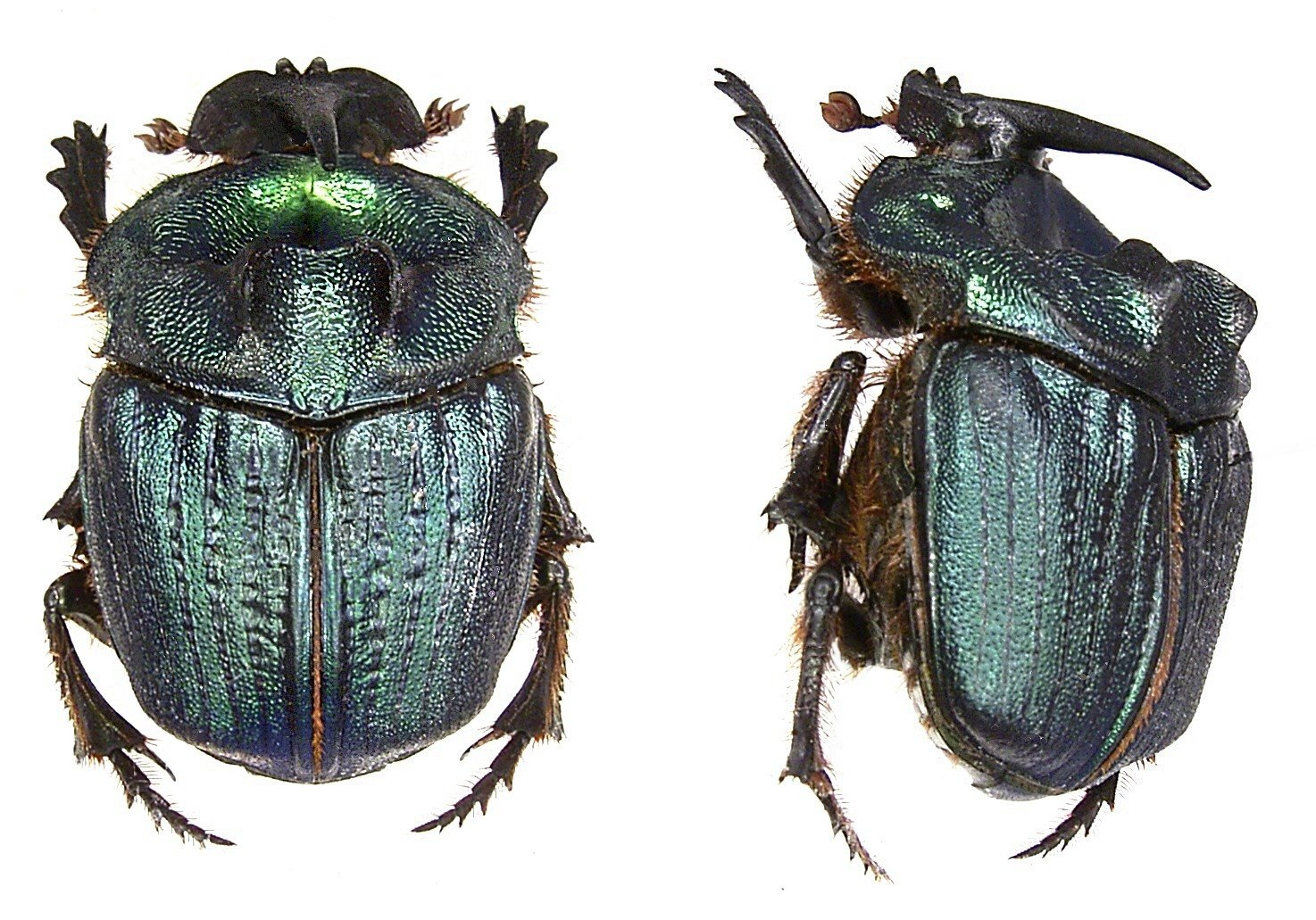
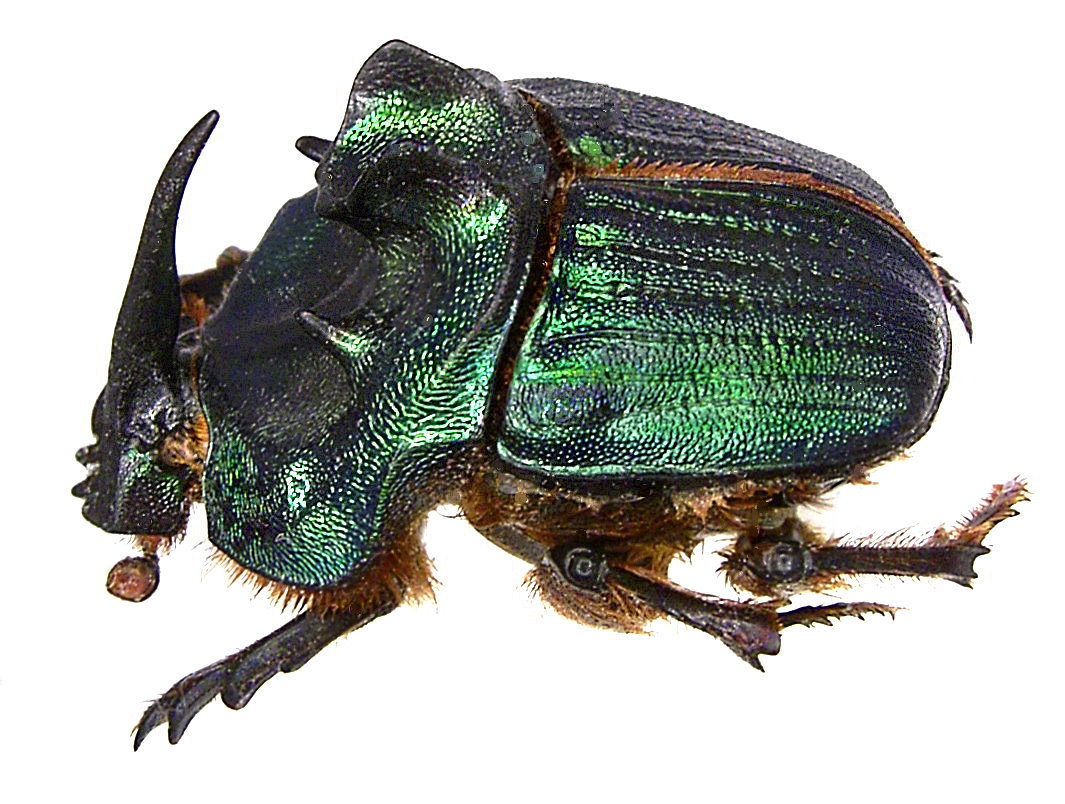
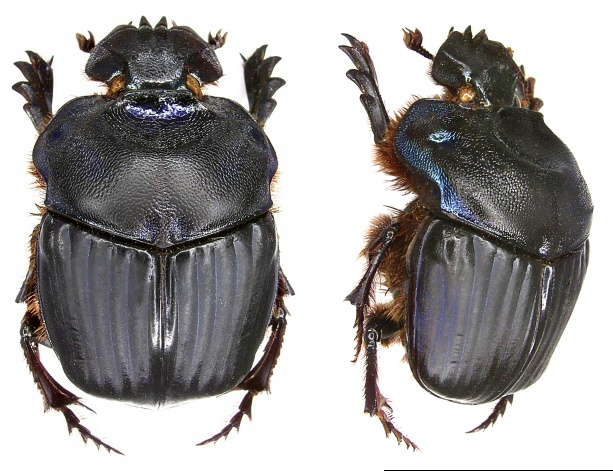
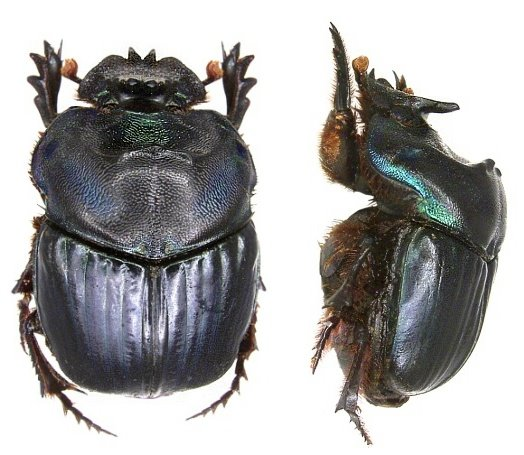
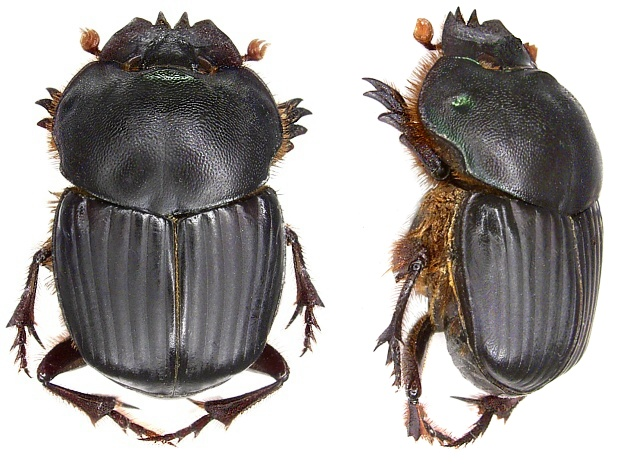
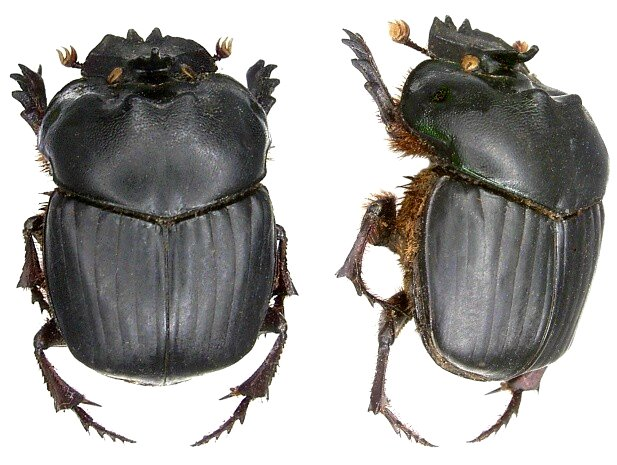

## Dottertaxa tillCoprophanaeus, i alfabetisk ordning[1]
- Coprophanaeus abas
- Coprophanaeus acrisius
- Coprophanaeus bellicosus
- Coprophanaeus bonariensis
- Coprophanaeus boucardi
- Coprophanaeus callegarii
- Coprophanaeus caroliae
- Coprophanaeus cerberus
- Coprophanaeus chiriquensis
- Coprophanaeus christophorowi
- Coprophanaeus conocephalus
- Coprophanaeus corythus
- Coprophanaeus cyanescens
- Coprophanaeus dardanus
- Coprophanaeus degallieri
- Coprophanaeus ensifer
- Coprophanaeus gamezi
- Coprophanaeus gilli
- Coprophanaeus horus
- Coprophanaeus ignecinctus
- Coprophanaeus jasius
- Coprophanaeus lancifer
- Coprophanaeus larseni
- Coprophanaeus lecromi
- Coprophanaeus lichyi
- Coprophanaeus magnoi
- Coprophanaeus milon
- Coprophanaeus morenoi
- Coprophanaeus ohausi
- Coprophanaeus parvulus
- Coprophanaeus pecki
- Coprophanaeus pertyi
- Coprophanaeus pessoai
- Coprophanaeus pluto
- Coprophanaeus punctatus
- Coprophanaeus rigoutorum
- Coprophanaeus saphirinus
- Coprophanaeus solisi
- Coprophanaeus spitzi
- Coprophanaeus strandi
- Coprophanaeus suredai
- Coprophanaeus telamon
- Coprophanaeus terrali
- Coprophanaeus thalassinus
- Coprophanaeus vazdemelloi